# ナンブシシバナヘビ
ナンブシシバナヘビ（Heterodon simus）は、有鱗目ナミヘビ科シシバナヘビ属に分類されるヘビ。

## 分布
アメリカ合衆国（アラバマ州、サウスカロライナ州、ジョージア州、ノースカロライナ州南東部、フロリダ州北部、ミシシッピ州南部）固有種
模式標本の産地（模式産地）はチャールストン周辺（サウスカロライナ州）。

## 形態
最大全長61センチメートル。シシバナヘビ属最小種。胴体中央部の斜めに列になった背面の鱗の数（体列鱗数）は25（稀に27）。総排出口までの腹面にある幅の広い鱗の数（腹板数）は115-134。腹面の総排出口から後部の鱗の数（尾下板数）は32-44。背面には22-32個の暗色斑が入る。胴体および尾腹面の色彩は淡色で、黒っぽい斑点が入る。
吻端を覆う鱗（吻端板）は反りあがり、幅は左右の眼の間隔より狭い。吻端板と前額板や鼻間板の間、左右の鼻間板の間、左右の前額板の間に対ではない小型鱗が3-12枚ある。左右の前額板は間に小型鱗があるため接しない。

## 生態
基底が砂の森林、農耕地などに生息する。
食性は動物食で、カエル（スキアシガエル、ヒキガエル）を食べる。
繁殖形態は卵生。1回に8-10個の卵を産む。

## 人間との関係
ペットとして飼育されることもあり、日本にも輸入されている。主に飼育下繁殖個体が流通するが、流通量は少ない。